# Peso

Současné měny "peso".
Zaniklé měny "peso"

Peso (symbol $, volný španělský překlad „váha“) je název měny používané v 7 státech Latinské Ameriky a na Filipínách. Jeho vznik je spojen s monetární reformou ve Španělsku v roce 1497, kdy vznikly nové měny nahrazující tehdejší maravedí. Mince jednoho pesa vážila 27 gramů a byla z 92 % z čistého stříbra. Dalšími významnými platidly španělské koloniální říše byly escudo a real.

## Současné měny
Dnes tuto měnu používá těchto 8 států:
| Stát                   | Název měny        | Kód měny | Kontinent         | Směnný kurs k EUR (leden 2022) |
| ---------------------- | ----------------- | -------- | ----------------- | ------------------------------ |
| Argentina              | Argentinské peso  | ARS      | Jižní Amerika     | 1 EUR = 118.22 ARS             |
| Dominikánská republika | Dominikánské peso | DOP      | Severní Amerika   | 1 EUR = 65.38 DOP              |
| Filipíny               | Filipínské peso   | PHP      | Jihovýchodní Asie | 1 EUR = 58.23 PHP              |
| Chile                  | Chilské peso      | CLP      | Jižní Amerika     | 1 EUR = 915.49 CLP             |
| Kolumbie               | Kolumbijské peso  | COP      | Jižní Amerika     | 1 EUR = 4511 COP               |
| Kuba                   | Kubánské peso     | CUP      | Severní Amerika   | 1 EUR = 27.27 CUP              |
| Mexiko                 | Mexické peso      | MXN      | Severní Amerika   | 1 EUR = 23.17 MXN              |
| Uruguay                | Uruguayské peso   | UYU      | Jižní Amerika     | 1 EUR = 50.53 UYU              |

## Zaniklé měny
- bolivijské peso (1963 - 1987)
- ekvádorské peso (1871 - 1884)
- guatemalské peso (1859 - 1925)
- peso Guiney-Bissau (1975 - 1997)
- honduraské peso (1871 - 1931)
- kostarické peso (1850 - 1896)
- nikaragujské peso (1878 - 1912)
- paraguayské peso (1856 - 1944)
- portorické peso (1812 - 1819, 1889 - 1897)
- salvadorské peso (1889 - 1919)
- venezuelské peso (1843 - 1874)
- kubánské konvertibilní peso (1994 - 2021)